# 台灣中油探採研究所
台灣中油股份有限公司探採研究所，簡稱探研所，是台灣中油所屬的一個研究機構，屬於公司一級直線單位，與煉製研究所和綠能科技研究所並稱「三研究所」。位於苗栗縣苗栗市文發路。

## 歷史沿革
1977年11月1日，中油公司為因應政府加強研究發展之政策，特於苗栗成立探採研究中心，將原屬於台灣油礦探勘總處之古生物實驗室、岩石沈積實驗室、鑽採研究部門、生油評估小組與圖書室等，撥歸探採研究中心，規劃而成地球科學組、鑽井採油組及技術服務組等3組，以統籌國內外油氣能源之探採研究，加速技術創新，提升探採技術水準，並協助中油公司各單位解決油氣探採相關問題，以促進油氣天然資源之積極開發。
探採研究中心成立初期，設置在苗栗市為公路，借用台灣油礦探勘總處部分房舍辦公，一方面延攬培訓人力、添購儀器與擴充設備；一方面則尋覓評估新建研究大樓之適當地點。至1982年9月始奉准在中油公司現有土地，苗栗市文山玫瑰公園興建，同時並將原地球科學組依實際需要促其發揮更大的功能，重組為石油地質組、地球物理組與地球化學組等3 組，其他研究組織則未更動。興建工程歷經兩年多，至1985年6月新建工程順利完成遷入新址，1989年7月更名為探採研究所。
探採研究所為因應油品自由化與民營化政策並戮力於油氣能源與二氣化碳地下封存之研究，積極推動組織改造，從1999年起，陸續成立專案經理制，並將人事組、工業安全衛生課分別併入行政組及技術服務與安環組。為因應業務需要，2010年6月1日將行政組掌理之工業關係業務移至所長室秘書辦理。2014年2月25日修訂派駐政風等職掌內容及組織表。2015年8月31日因應職安法修訂本所辦事細則及分層負責明細表。在人力方面，截至2015 年10月15日，探採研究所人數共有120人，其中研究員57人，技術員26人，支援及管理人員37人；研究員中有博士28人、碩士28人。

## 探採研究發展
中油公司探採研究所的探採研發策略為加強盆地石油系統與油氣藏評估技術，提昇探勘成功率，協助取得優良礦區；持續累積關鍵性技術研究，開發自有油源，降低採購風險；引進新型高科技應用於油氣探勘；進行新能源研究，開發新商機；擴展技術服務對象，開拓多元經費來源；積極爭取石油基金，開發新技術及研究新探勘目標，提供探採事業所需之協助。
基於研發策略，近年來積極配合公司規劃，評估國外新礦區包括非洲張裂盆地及加拿大亞伯達盆地之油氣潛能；現有國外礦區研究則包括委內瑞拉帕里亞灣盆地油氣評估、澳洲西北海域AC/P32 礦區及其邊緣盆地研究，及厄瓜多16、17 號礦區生產方案之建議；在國內探勘則協助成功鑽獲白沙屯及官田構造油氣，並對台灣西北部及台灣西南海域南部凹陷構造油氣潛能加以評估。鑽探工程技術上則針對出磺坑礦場出水井提出增產及復產建議；並研擬鐵砧山出水井堵水計畫，協助施工，解決注產氣井出水問題。技術服務與安環工程技術則協助油品行銷事業部、煉製事業部、石化事業部進行污染調查、監測及整治技術評估，規劃鑽井廢水及廢泥漿資源再利用之研究。
探採技術研發則包括三維地質構造、地球化學模擬、及儲油氣層特性描述及模擬、改善震波聚焦成像失真問題、甲烷水化物與游離天然氣評估、二氧化碳地下封存等，期能在油氣探採、新能源及安環工程上有積極作為與突破。
回顧探探研究所近年來的積極作為與研發成果，可分石油地質、地球物理、地球化學、鑽井採油、及技術服務與安環等五大領域扼要敘述。

### 石油地質
釐清國內陸海域已發現具經濟價值的油氣田與構造盆地之關係，完成台灣西北部陸海域及南部海域各井之基本井下地質儲集層特性資料之重整及分析，期能描繪出儲集層之特性與分佈，提供油氣探勘之重要參考依據。完成台灣陸上麓山帶尚具探勘潛能區域的評估及台灣西部麓山帶前緣油氣儲聚研究，並提出竹東番婆坑地區之深部潛能高區。
國外沉積盆地及礦區之油氣潛能評估，包括尼日、阿爾及利亞、查德盆地、加拿大地區、印尼中生代盆地、中南美洲盆地、中西非裂谷盆地、亞太地區開放礦區、及澳洲之NTP/76 礦區等。

### 地球物理
在國內探勘方面，進行台南盆地三維震測構造解釋與油氣潛能評估，漸新統砂岩時間等厚圖顯示可能存在河道砂地層封閉，是構造封閉之外的另一探勘途徑。下部中新統頂部地下構造圖顯示存在3 個斷層封閉之構造高區圈合，可作為白堊系、上部漸新統主要目標層以外之次要探勘目標。
在國外礦區評估方面，針對查德礦區應用進行儲集層細部特性描述分析與應用，建立B 礦區B 構造之精細地質模型，可作為後續佐證井之訂定、油氣藏評估及開發、生產規劃之參考。完成尼日礦區Y 區塊震測構造解釋、井測資料分析、震測屬性分析與岩石物理和振幅－支距模擬分析，有助公司進一步瞭解此礦區之油氣潛能與擬定未來策略。
在物探技術發展方面，持續發展物探核心技術，應用於國內外礦區評估，經由實際工作之驗證及改進，掌握最新技術之精要與有效應用在探勘上，運作之流程已漸臻完備。

### 地球化學
地化組近年針對高屏地區探勘所發展成功的地表出露油氣評估技術，可提高鑽前地下油氣探勘潛能之正確評估。今後可將其應用擴展至其它區域，有效協助油氣探勘，期能獲致良好的探勘成果。
未來進行油樣之金屬成份分析以強化油樣之對比技術，進行水樣之氫氧同位素與金屬成份分析與油氣進行整合評估，以作為油氣層增產或找出新儲集層之依據。
大量進樣熱裂氣相層析在去除泥漿污染判識上可獲得具體結果，將運用於高屏地區受油基泥漿污染的岩心和岩屑樣品之處理，來去除柴油污染藉以獲知是否有無二類型原油之存在。
未來尋求新技術的發展與新專利的取得。

### 鑽井採油
在鑽井工程方面，繼續推動鑽井作業電腦化，並結合三維井程設計及測定岩心之岩石力學性質，實際應用於鑽水平井或定向井設計之可行性評估；引進管串應力分析軟體，分析模擬鑽串之流溫、流壓及各種應力強度，來改善鑽串設計，避免發生鑽串扭曲或斷損現象。
在採油研究方面，除陸續選定出水井及定向井。試片腐蝕監測外，在鐵砧山礦區針對已出水之生產井及注、產氣井，研究其出水機制，進行堵水可行性試驗，協助現場施工，有效抑制伴產水量，使多口井復產成功。此外，出磺坑氣田亦進行生產井出水區間研判、增產或復產方式之研究，並建議施工之優先順序，供探採事業部執行之參考依據。
在油層開發方面，以油氣層模擬法協助進行厄瓜多16、17 號礦區之蘊藏量評估及擬訂開發生產方案；根據鐵砧山礦區三維震測資料繪製之最新地下構造圖，重新評估剩餘蘊藏量；完成加拿大亞伯塔之十餘個油砂礦區之經濟評估及探討重油開發生產技術，供決策參考。

### 技術服務與安環
主要之研發及技術服務業務為協助解決油氣鑽採相關問題，並針對特定議題進行研發，包括岩心沖排增產技術研究、煤層氣蘊藏量評估技術研究、核磁共振技術應用於儲集層岩石特性研究、國外緻密氣層礦區產能評估技術研究、原油中釩鎳硫與其生油岩沉積環境關係研究等，以及鑽井泥漿的各項添加劑檢驗、生產管串防蝕劑性能評估、油氣生產時之油、氣、水分析。此外土壤地下水的污染問題近年廣受政府及公司的重視，因此亦進行許多環保相關議題之研究並實際協助現場解決問題，服務的對象包括中油公司公司各事業部及政府環保機關，主要的服務項目為油污染源鑑定、飲用水分析、土壤氣體調查採樣分析、土壤及地下水採樣分析、水文地質調查、污染整治技術研發、污染整治技術規劃等。

## 歷任所長
| 任別 | 姓名   | 就職時間       | 卸任時間      | 備註                                     |
| ---- | ------ | -------------- | ------------- | ---------------------------------------- |
| 0.1  | 張錫齡 | 1977年11月1日  | 1983年7月     | 探採研究中心主任由台探總處之總地質師兼任 |
| 0.2  | 邱華燈 | 1983年7月      | 1986年10月1日 | 探採研究中心主任                         |
| 0.3  | 蕭寶宗 | 1986年10月1日  | 1989年7月1日  | 探採研究中心主任                         |
| 1    | 蕭寶宗 | 1989年7月1日   | 1990年12月1日 | 探採研究所所長                           |
| 2    | 翁豐源 | 1990年12月1日  | 1998年2月1日  | 屆齡退休                                 |
| 2.1  | 林國安 | 1998年2月1日   | 1998年3月1日  | 代理所長                                 |
| 3    | 林國安 | 1998年3月1日   | 2009年9月1日  | 屆齡退休                                 |
| 4    | 吳榮章 | 2009年10月16日 | 2011年1月16日 |                                          |
| 5    | 胡興台 | 2011年1月16日  | 2015年11月1日 | 屆齡退休                                 |
| 6    | 翁榮南 | 2016年1月1日   |               |                                          |

## 組織架構
- 所長室
- 行政組
- 工安環保組
- 技術服務組
- 地球物理組
- 地球化學組
- 鑽井採油組
- 石油地質組
- 環境科技組